# Opel Insignia

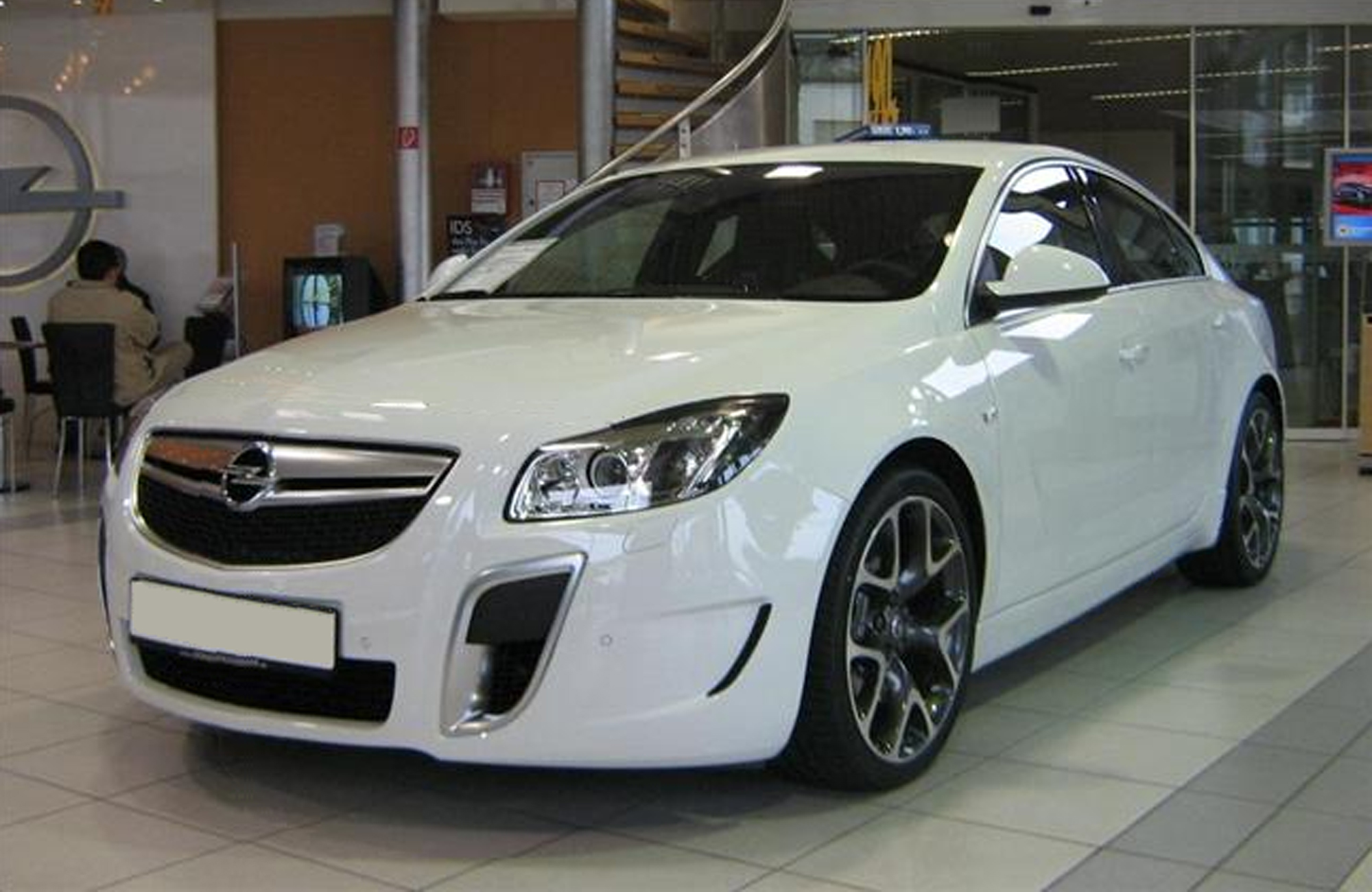
Opel Insignia OPC

Az Opel Insignia az Opel cég 2008 júliusában, a Londoni Motorshow alkalmával bemutatkozó, az Opel Vectrát leváltó, középkategóriás (D szegmens) limuzinja. Az akkori tulajdonos, a General Motors kizárólag az európai piacra szánja, azzal a különbséggel, hogy az Egyesült Királyságban Vauxhall Insignia néven, jobbkormányos kivitelben fog készülni. Az Opel Insignia lett a 2009-es év autója (321 pontot ért el).
| Mérési értékek               |                   |
| CO2-kibocsátás:              | 136–268 g/km      |
| Fogyasztási átlag (EG-Norm): | 5,2–11,4 l/100 km |
| Euro NCAP-törésteszt         | 5 csillag         |

## Tulajdonságai
Előzetes értesülések alapján 22 centiméterrel hosszabb, mint az utolsó szériás Opel Vectra GTS, azonban a Sports Tourer tengelytàvja 10 cm-rel rövidebb lett. Az Opel célja a Vectra korábbi hibáinak kiküszöbölése és a legmodernebb igények kielégítése, hogy a prémium autógyártók közé léphessen be az Insignia modelljével. Ezzel egyféle kárpótlást nyújt mindazoknak, akik korábban hiányolták az Opel Omega szedánt gyártásának leállítása miatt.
Az Opel Insignia az első olyan autómodell, ami jelzőtábla felismerő rendszerrel van ellátva. (Opel Eye)

## 1. Modellfrissítés
Az első modellfrissítésre 2013 – ban került sor. A változások leginkább a lökhárítón, valamint a csomagtérajtón, valamint az utastérben figyelhetők meg. Elölről észrevehető a változás, mégpedig az, hogy a lámpákat (beleértve a ködlámpabúrát is) áttervezték, hátul változás, hogy a díszítő krómcsík "belefut" a lámpabúrákba, mint a szedán, mint a kombiváltozatnál. A beltérre letisztulság a jellemző. Sokkal kevesebb gomb található a beltérben.
A modellfrissítéssel bemutatkozott egy új tag, a Country Tourer, ami a Sports Tourer (kombi) terepesített változata.
Több kényelmi extra volt rendelhető, mint pl. IntelliLink rendszer, BOSE hangrendszer..., és több biztonsági extra, pl. Tolatóradarok, Tolatókamera, Start-Stop rendszer (nem mindegyik motorhoz), Tempomat... Felszereltségi szintek: 
- Insignia
- Edition
- Drive!
- Sport
- Cosmo

## 2. Modellfrissítés – az Új Insignia
A második modellfrissítésre 2017-ben került sor. Az autó teljesen új megjelenést kapott, áttervezték szinte az egész autót. Szintén, mint az Opel Astra K-nál, itt is több 10 kg-mal lett "könnyebb" az autó. Óriási változás a beltér. Az autóba ülve luxus érzetet ad a letisztult műszerfal, és a sok kényelmi extra.
A modellfrissítéssel megváltozott a név is, az 5 ajtós típust Grand Sportnak nevezték el, azért, mert az autó formáját tekintve coupé. A kombik maradtak a régi elnevezésűek (Sports Tourer és Country Tourer).
Az autóhoz kérhető az Astra K – ból megismert IntelliLux LED Mátrix fényszóró, az AGR masszázsülés, vagy az új generációs IntelliLink rendszer illetve a láblendítéssel nyitható csomagtérajtó is.
Széles választékú a kényelmi és biztonsági extra listája is.
Felszereltségi szintek: 
- Insignia (2018 júliusáig)
- Edition
- CCC "Excite" (2018 júliusáig)
- Dynamic
- Innovation
- Exclusive (2018 júliusáig, egybeolvadt az Innovation felszereltséggel)
- GSi

## Karosszéria
Többféle karosszéria változatban kapható:
- 4 ajtós (2017-ig)
- 5 ajtós (2017-től Grand Sport)
- Sport Tourer (kombi változat)
- 2013-tól Country Tourer (terepesített megjelenésű kombi)

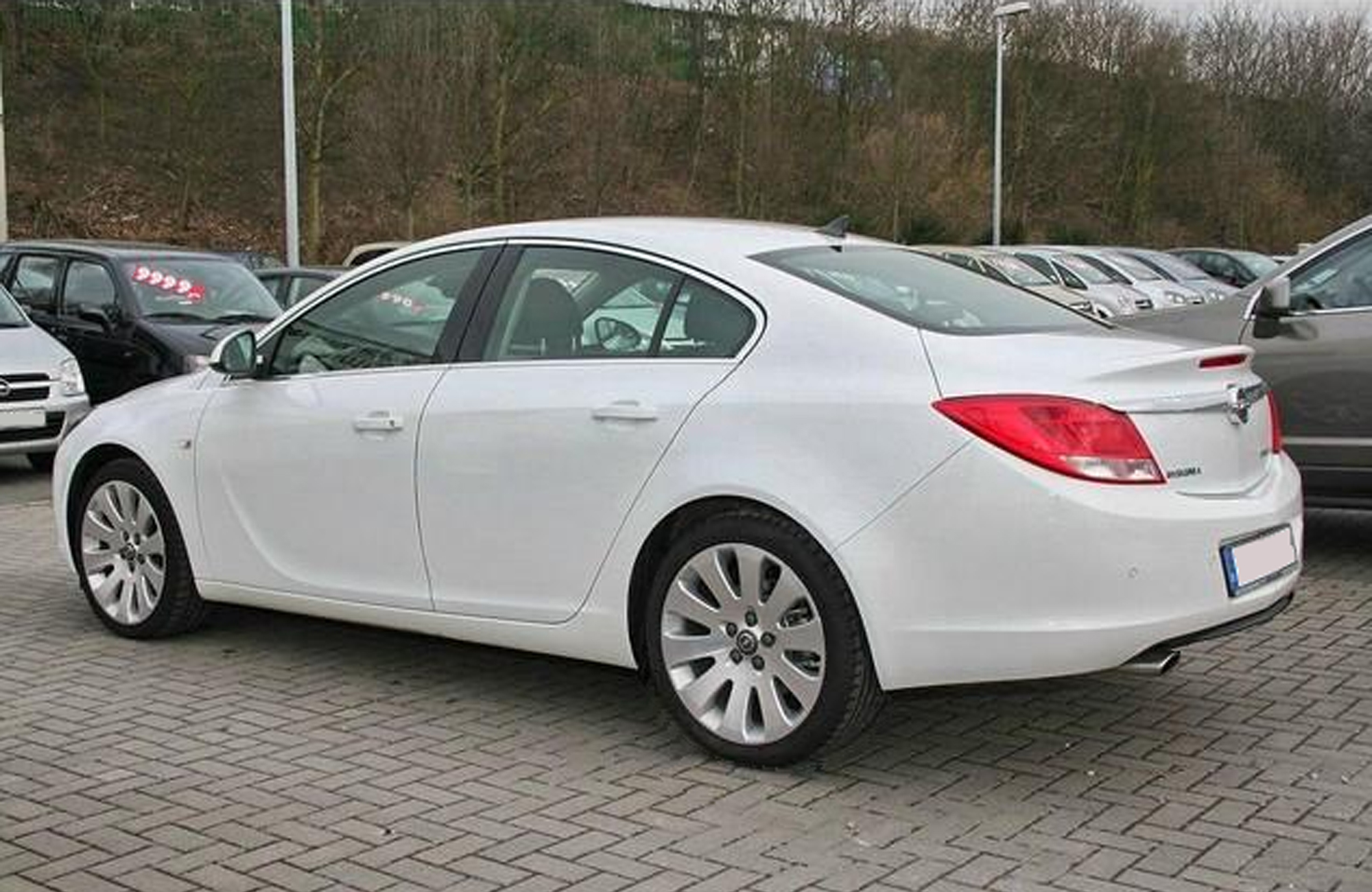
Opel Insignia Limuzin
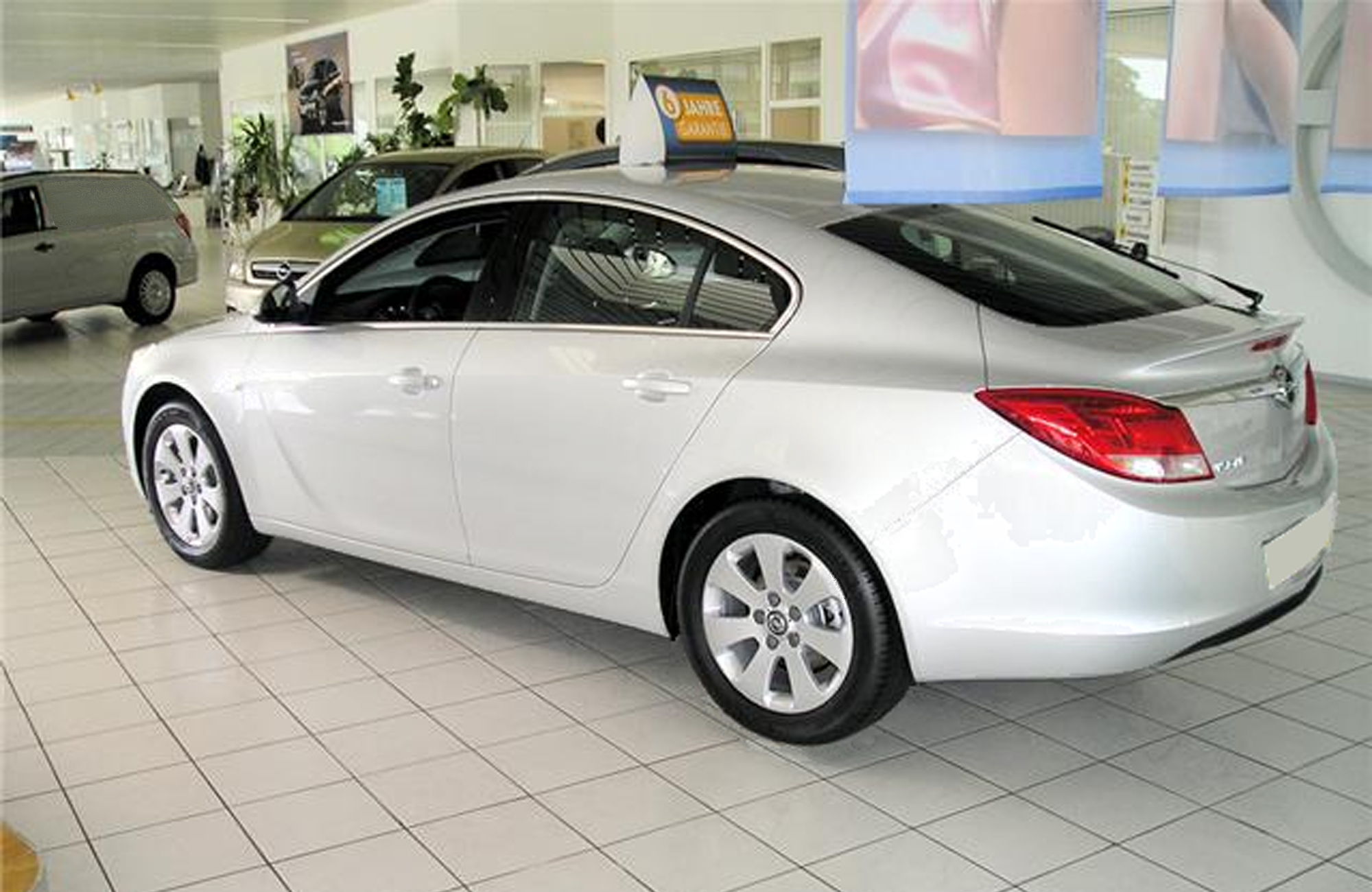
Opel Insignia Hatchback
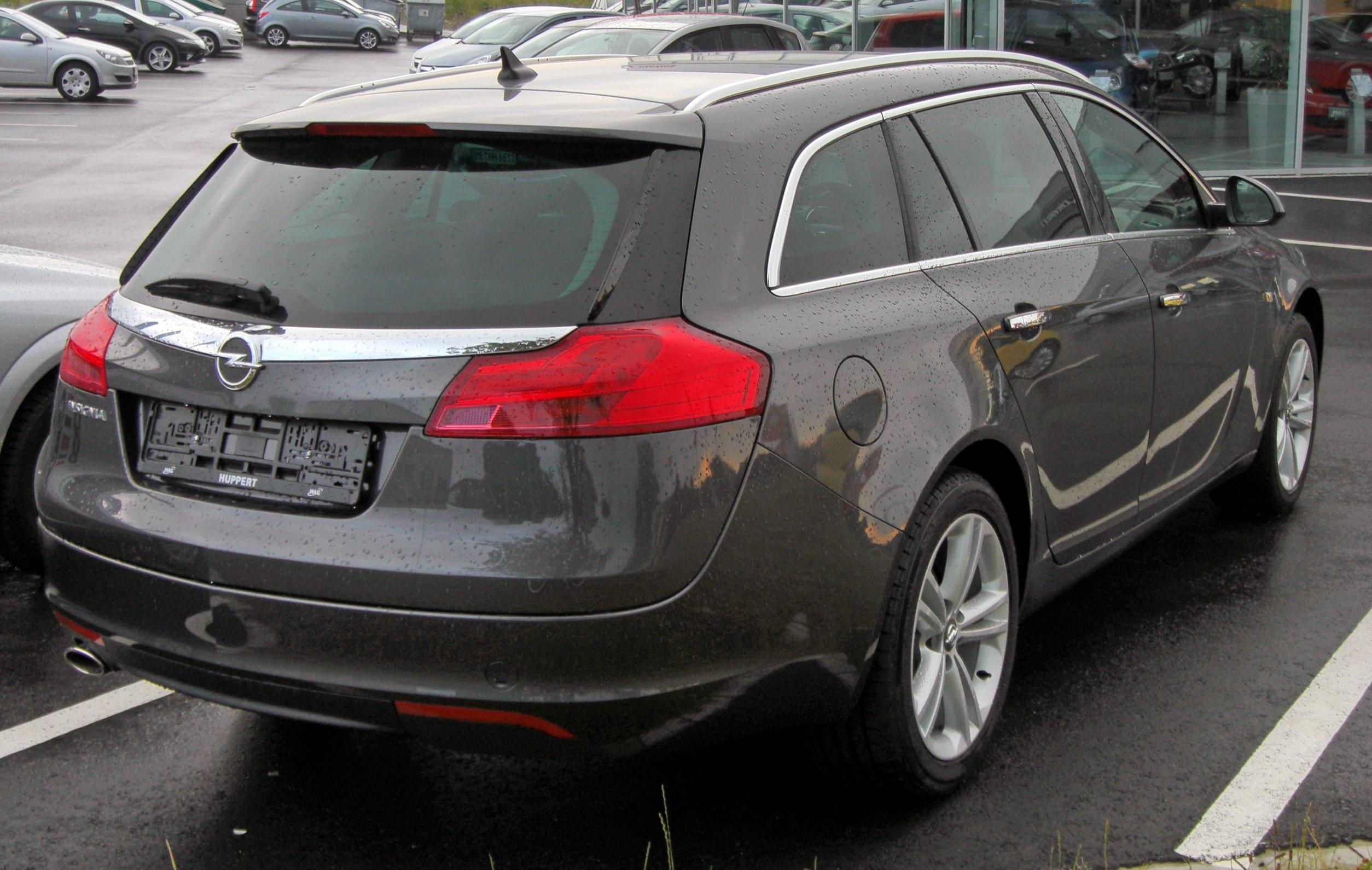
Opel Insignia Sports Tourer

## Motor
Benzines és dízel erőforrásokkal, valamint ecoFLEX motorral kapható a típus. Mindegyik motor Euro-5 besorolású. Ezek a motorok a 2. modellfrissítés után megszűntek.
Benzines erőforrás
- 1.6 (115 lóerő, 2017-ig)
- 1.6 (180 lóerő, 2017-ig)
- 1.8 (140 lóerő, 2017-ig)
- 2.0 (220 lóerő, 2017-ig)
- 2.8 (260 lóerő, 2017-ig)
- 2.8 (325 lóerő OPC változat, 2017-ig)

Dízel erőforrás
- 2.0 (110 lóerő, 2017-ig)
- 2.0 (130 lóerő, 2017-ig)
- 2.0 (160 lóerő, 2017-ig)
- 2.0 (194 lóerő, 2017-ig)

ecoFLEX
- 2.0 (130 lóerő, 2017-ig)
- 2.0 (160 lóerő, 2017-ig)

## Újabb motorok
A 2017-es modelfrissítéssel egyszerre több újfajta korszerű, Euro 6 – besorolású motort dobott piacra az Opel. Fontos, hogy az alapmotorok is 6 sebességesek. Nagy újítás, hogy az erősebb motorok már 8 sebességes, automata váltóval vannak felszerelve.
benzinmotorok
- 1.5 (140 lóerő), 6 sebességes manuális
- 1.5 (165 lóerő), 6 sebességes manuális, és automata
- 1.6 (200 lóerő), 6 sebességes manuális és automata (2018 júliusától)
- 2.0 (260 lóerő), 8 sebességes automata, összkerékhajtás (2018 júliusáig)

Dízelmotorok
- 1.6 (110 lóerő), 6 sebességes manuális (2018 júliusáig)
- 1.6 (136 lóerő), 6 sebességes manuális, és automata
- 2.0 (170 lóerő), 6 sebességes manuális
- 2.0 (170 lóerő), 6 sebességes manuális, összkerékhajtás
- 2.0 (170 lóerő), 8 sebességes automata
- 2.0 (210 lóerő), 8 sebességes automata, összkerékhajtás

ecoTEC motorok
- Benzin 
  - 1.5 (140 lóerő), 6 sebességes manuális
  - 1.5 (165 lóerő), 6 sebességes manuális
- Dízel
- 1.6 (110 lóerő), 6 sebességes manuális (2018 júliusáig)
- 1.6 (136 lóerő), 6 sebességes manuális

## Változás a GSi – nél
2017 végén megjelent az új Insignia GSi, mind Grand Sport, mind Sports Tourer kivitelekben. 2018 július első hete fontos dátum volt az Opel – és egyben az Insignia – életében is, hiszen akkor elég sok változás köszöntött be.

### 2018 júliusáig kapható motorok, GSi változathoz
Benzinmotor
- 2.0 (260 lóerő), 8 sebességes automata, összkerékhajtás

Dízelmotor
- 2.0 (210 lóerő), 8 sebességes automata, összkerékhajtás

### 2018 júliusa után választható motor, GSi változathoz
Dízelmotor
- 2.0 (210 lóerő), 8 sebességes automata, összkerékhajtás

A GSi változathoz már csak dízelmotor kapható.

## Változás az Insignia kínálatában
2018 júliusi hónapja rengeteg változást hozott az Insignia modell számára.
- 3 felszereltségi szint szűnt meg (Insignia, "CCC" Excite, Exclusive)
- 1 fajta benzines, és 1 fajta dízeles erőforrás szűnt meg
- Több fajta fényezés már nem érhető el (pl. barna)
- 2 db, különböző színű (barna és kék) bőrülés jelent meg
- Megjelent az új fejlesztésű fedélzeti számítógépes rendszer. (Low Radio, "IntelliLink" ; Mid Radio with Navigation, "IntelliLink Gold")

## Erőátvitel
Négyféle sebességváltóval voltak kaphatók 2016-ig: hatsebességes automata (4X4, illetve Active select (elsőkerék-hajtású); 6 sebességes manuális (4X4, illetve Active Select (elsőkerék-hajtású). 2017 után megjelent a 8 sebességes automata, összkerékhajtással, valamint a 6 sebességes manuális, összkerékhajtással.

## Fordítás
- Ez a szócikk részben vagy egészben  az   Opel Insignia című angol Wikipédia-szócikk fordításán alapul.  Az eredeti cikk szerkesztőit annak laptörténete sorolja fel. Ez a jelzés csupán a megfogalmazás eredetét és a szerzői jogokat jelzi, nem szolgál a cikkben szereplő információk forrásmegjelöléseként.